# Новоризонти
Новоризонти (порт. Novorizonte) — муниципалитет в Бразилии, входит в штат Минас-Жерайс. Составная часть мезорегиона Север штата Минас-Жерайс. Входит в экономико-статистический микрорегион Салинас. Население, по данным переписи 2022 года составляло 4 571 чел. По сравнению с переписью 2010 года численность населения изменилась на -392 чел., то есть на -0,68%. Плотность населения составляет 16,83 чел./км². 
Праздник города — 21 декабря.

## История
Город основан в 1952 году.

## Статистика
- Валовой внутренний продукт на 2003 год составляет 9 902 281,00 реалов (данные: Бразильский институт географии и статистики).
- Валовой внутренний продукт на душу населения на 2003 год составляет 2052,29 реалов (данные: Бразильский институт географии и статистики).
- Индекс развития человеческого потенциала на 2000 год составляет 0,648 (данные: Программа развития ООН).